# Castellum de Larçay
Le castellum de Larçay est une fortification militaire du Bas-Empire romain située sur la commune de Larçay, sur le rebord d’un coteau qui domine le Cher, dans le département d'Indre-et-Loire.
Probablement construit vers la fin du IIIe siècle comme d'autres édifices similaires en Gaule, il a semble-t-il succédé, au même emplacement, à un monument commémoratif de type mausolée. Plusieurs questions restent en suspens à son sujet : il n'a jamais été terminé, son mode d'occupation reste inconnu et son existence elle-même peut paraître surprenante à proximité de Tours, puissamment fortifiée au Bas-Empire.
Il en subsiste une partie du mur d'enceinte ainsi que certaines tours. Ces vestiges ont été inscrits au titre des monuments historiques par arrêté du 12 juin 1926.

## Contexte géographique et historique
Larçay se trouve, dans l'Antiquité, proche du grand axe de Bourges à Tours par la vallée  du Cher, mais aussi du croisement de plusieurs voies secondaires : de Truyes à Saint-Martin-le-Beau, de Truyes à Amboise et de Tours à Loches par Saint-Avertin, dont l'existence n'est pas avérée. Le Cher lui-même, dans l'Antiquité, est très probablement navigable, permettant le transport des marchandises et des personnes.
La crise du troisième siècle de l'Empire romain entraîne une diminution de l'activité économique et perturbe le fonctionnement de l'administration. Le cité des Turons doit également faire face aux problèmes d'insécurité liés aux incursions barbares qui, à partir de 250, gagnent les provinces de la moitié nord de la Gaule à partir du limes germanique.
La construction du castellum de Larçay, en cet emplacement précis et à cette époque précise, semble répondre à la nécessité de contrôler le trafic fluvial et terrestre à proximité de Caesarodunum dans une période potentiellement troublée.

## Architecture ducastellum

### Plan général

Plan schématique du castellum.

L'édifice affecte la forme d’un trapèze irrégulier dont les dimensions extérieures sont de 80 × 66 m, pour une superficie intérieure de 3 150 mètres carrés. La base la plus large est tournée au nord vers la vallée du Cher, presque à l'aplomb du coteau, tandis que la petite base est orientée au sud. Une porte est ouverte dans la muraille sud. Des tours circulaires renforcent la courtine. Seuls les côtés sud et est du castellum peuvent être intégralement restitués ; la face ouest n'est connue que sur la moitié de sa longueur et l'élévation de la muraille nord n’a jamais été mise en évidence. Il est même envisagé que le plan d'origine du castellum n'ait jamais été totalement exécuté, les architectes décidant de remplacer par une muraille oblique l'angle nord-ouest de l'édifice : aucune maçonnerie n’existe à l'emplacement de la tour d'angle comme sur le tracé des courtines qui devraient la rejoindre. L'aménagement intérieur du fortin est inconnu.
Le castellum de Larçay compte parmi les édifices de ce type les mieux conservés de France.

### Fondations

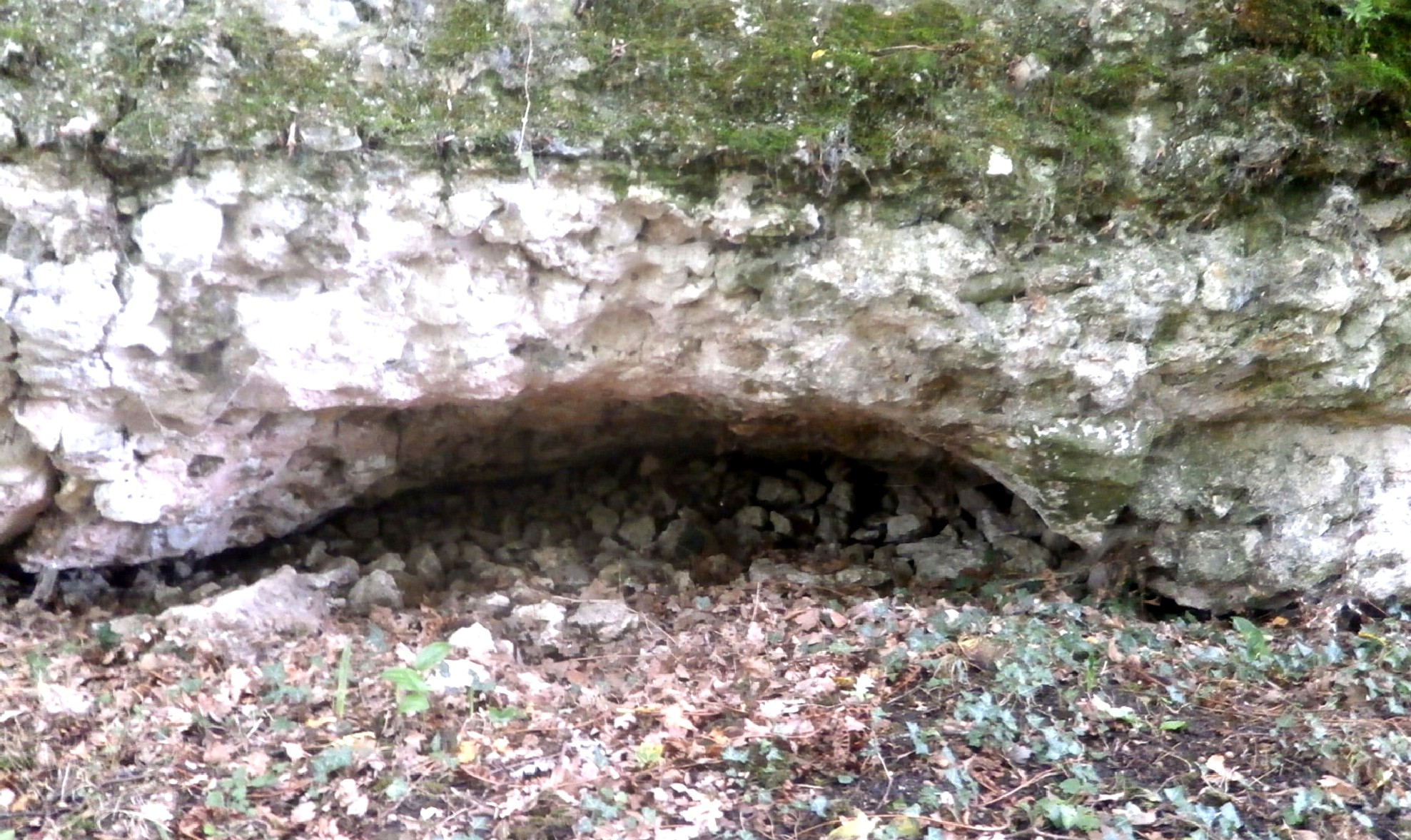
Fondations en pierres sèches du mur d'enceinte est.

Le castellum ne semble reposer, sur la majeure partie de son périmètre, sur aucune fondation maçonnée en tranchée. Par endroits, des éléments de remploi sont disposés sur une couche d’argile compactée ; parmi ces éléments, des tronçons fûts de colonnes lisses ou cannelées de divers diamètres ont été sciés dans leur longueur et juxtaposés à joints vifs, leur face plane alternativement tournée vers le haut puis vers le bas. Des blocs sculptés sont également utilisés. Certains de ces remplois, extraits du sol à l'occasion du creusement de caves sous la muraille, étaient au XIXe siècle, entreposés à l'intérieur d'habitations construites contre le castellum après avoir été extraits du sol à l'occasion du creusement de caves sous la muraille. Ailleurs, ce sont des lits de pierres sèches destinés à assurer le nivellement du sol avant la construction de l'élévation. Le sol naturel étant en pente descendante du sud vers le nord, les lits de fondation sont construits en marches de manière à proposer une surface horizontale qui supporte l'élévation des murs.
Ces fondations réduites supportent l'élévation de la courtine. Les fondations de la tour sud-ouest, qui ont pu être examinées, sont d'un type identique et il est possible qu'il en soit de même pour l'ensemble des tours.

### Courtine
La courtine mesure 4,20 m d'épaisseur au sud, mais seulement 2,20 m au nord, alors que les murs latéraux sont larges de 3,50 m. Elle est conservée sur une hauteur d'environ 6 m à certains endroits. Sa structure semble être constante : deux parements d'assises en petit appareil de moellons calcaires alternant avec des lits de terres cuites (tuiles plutôt que briques) enserrent un noyau en blocage grossier comprenant un mélange de pierres calcaires et siliceuses, ainsi que des morceaux de terres cuites noyées dans un mortier à la chaux. Le parement n'est conservé dans son état d'origine que sur quelques portions de courtine, surtout sur la face intérieure du castellum ;  il a été en grande partie remanié ou a disparu, mettant à nu le noyau de maçonnerie. Le mur nord, à l'exception de son extrémité orientale, n'a jamais été construit en élévation et ses fondations, laissées à l'air libre, ont été peu à peu recouvertes par les sédiments naturels.

### Tours

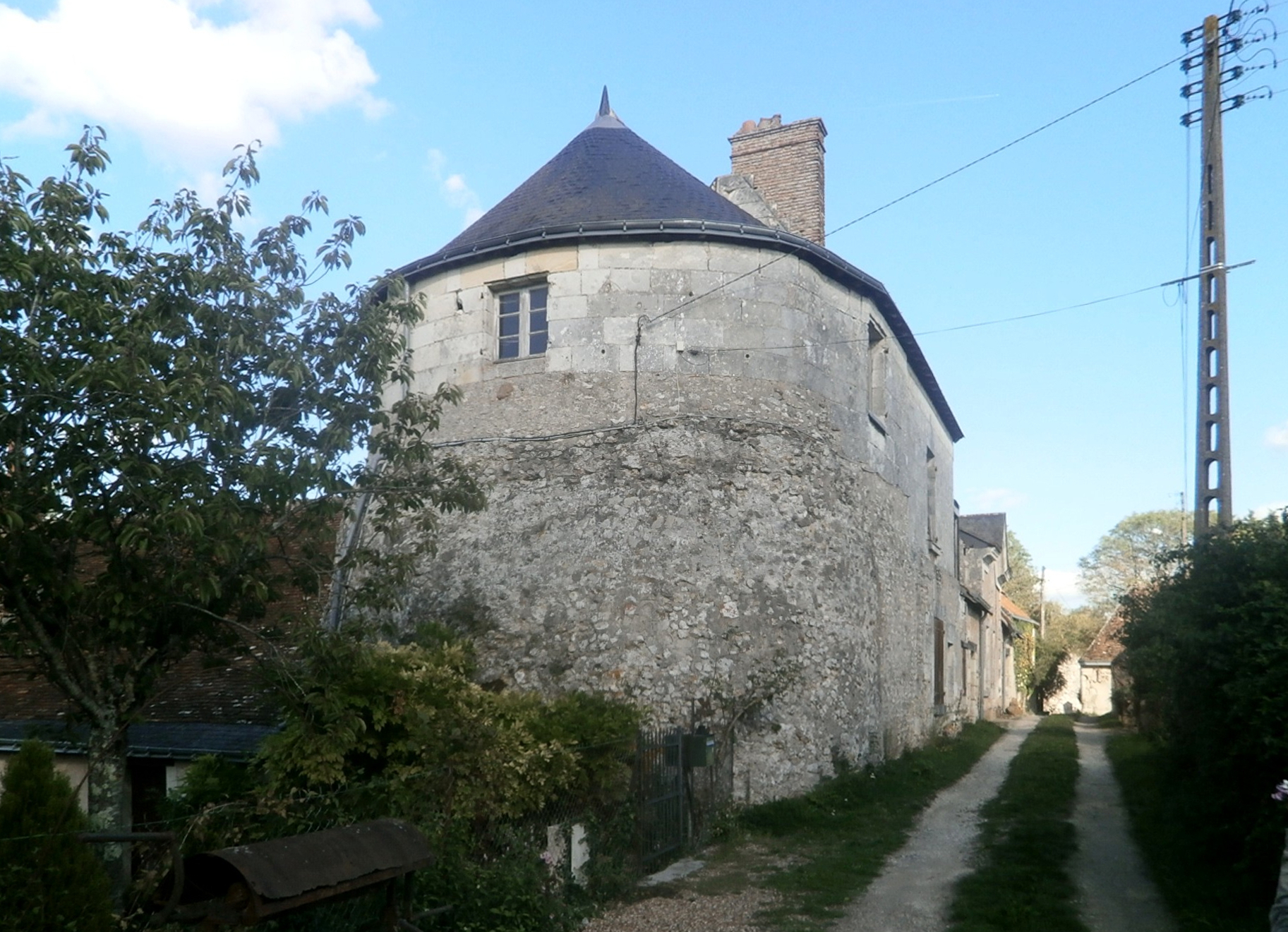
Tour de l'angle sud-ouest du castellum, surmontée d'une habitation.

Les angles du castellum, à l’exception de celui situé au nord-ouest, sont renforcés de tours en forme de trois-quarts de cercle. Une autre tour, massive, plus petite et forme de U, prend place sur la face sud, peut-être au niveau de la porte. Les tours intermédiaires des faces est et ouest sont en forme de U ; à l'inverse des autres, elles sont simplement plaquées contre la courtine mais les maçonneries ne sont pas liées. Elles ont probablement été construites dans un second temps.
Initialement parementées de petit appareil avec présence de lits de tuiles comme la courtine — ce revêtement a presque totalement disparu —, les tours sont pleines et leur hauteur, pour les mieux conservées d'entre elles, est identique à celle de la courtine.

## Historique du site

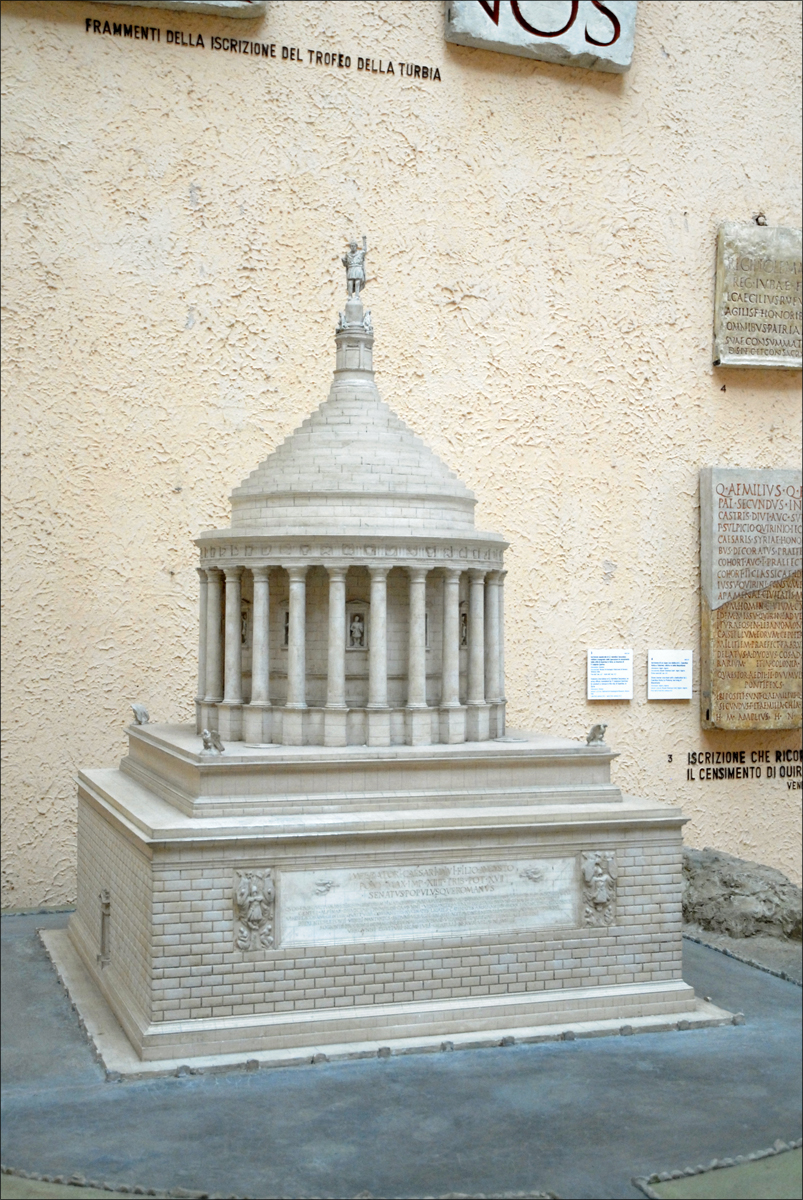
Maquette du Trophée des Alpes de La Turbie (musée de la civilisation romaine, Rome).

Les fouilles effectuées entre 1984 et 1987 ont révélé la présence d'un grand bâtiment précédant le castellum, au niveau de sa muraille sud. Un podium carré surmonté de l'amorce d’une structure circulaire a été interprété comme un mausolée monumental comme il en existe à La Turbie. Un autre bâtiment, situé à l'intérieur du fortin, dans sa partie ouest, semble être contemporain de ce mausolée.
Volontairement démonté au moment de la construction du castellum, certains des éléments du mausolée (colonnes ou blocs sculptés) ont pu faire l’objet de remplois dans les fondations et les premières assises du fortin. Cette réutilisation programmée de matériaux avait déjà été signalée par Louis Boilleau en 1866. La démolition a toutefois pu n'être que partielle, une partie de la rotonde du mausolée étant laissée en place et intégrée à la muraille sud du castellum, dans une disposition qui rappelle l'enceinte de Tours réutilisant l'amphithéâtre ; dans cette hypothèse, l’entrée du fortin se situerait à droite de ce bastion.
La construction du castellum peut être datée de la seconde moitié du IIIe siècle, peut-être entre 256 et 270, comme pour d'autres fortins tardo-antiques de Gaule avant le début de la période d'insécurité ou entre deux épisodes troublés — sa construction semble s'être déroulée de manière régulière —. Sa construction n'est toutefois jamais achevée et il est abandonné à la fin de l'Antiquité. Son rôle et sa position, à proximité immédiate de Caesarodunum, peuvent paraître incompréhensibles.
Pendant le Haut Moyen Âge, l'intérieur du castellum semble réoccupé mais ses fonctions changent ; des matériaux antiques sont récupérés et un des sépultures y sont aménagées (sarcophage mérovingien et fosse funéraire en pleine terre). Des tessons de céramique du XVe siècle et des palissades qui peuvent être contemporaines sont identifiées. Des colluvions modernes recouvrent l'ensemble de ces structures.
Dans les années 1970, l'intérieur du castellum est depuis longtemps loti et aménagé en jardins dont l'exploitation a fortement perturbé les niveaux de sol, rendant difficiles les fouilles et l'interprétation de leurs résultats.